# Neurolepticum
Neuroleptica is een verouderde term voor een aantal nu antipsychotica genoemde middelen, en had oorspronkelijk betrekking op de middelen chloorpromazine en reserpine. Deze term gaf aan welke effecten deze middelen op de patiënten hadden, namelijk psychomotorische vertraging, verminderde interesse en initiatief, emotionele onverschilligheid en affectieve indifferentie.